# Slap Kozjak
Slap Kozjak is een waterval in Slovenië in de buurt van Kobarid.
Slap Kozjak is de grootste van zes watervallen in de Kozjak, een zijriviertje van de Soča. Het water verzamelt in een bassin, waar het een donkergroene kleur krijgt.